# La Paz (Distrikt in Paraguay)
La Paz, ein Distrikt im Departamento Itapúa von Paraguay, wurde am 3. Oktober 1986 gegründet und ist eine der ersten japanischen Kolonien in Paraguay. Sie wählten den Namen La Paz (Friede) wegen der Beschaulichkeit und Ruhe dieses Ortes.
Der Distrikt hat etwa 350 Einwohner und wird umgeben von den Nachbardistrikten Fram, Capitán Miranda, Jesús, Hohenau und San Pedro del Paraná.